# Clásica San Sebastián
La Clásica de San Sebastián (oficialmente: Clásica Ciclista San Sebastián) es una clásica ciclista española que se disputa en San Sebastián y los alrededores de la provincia de Guipúzcoa, en el último sábado del mes de julio o el primer o segundo sábado del mes de agosto.
Se creó en 1981 y formó parte de la Copa del Mundo de Ciclismo desde la creación de esta en 1989 hasta su desaparición en el año 2005 cuando surgió el UCI ProTour. Actualmente está incluida en el UCI WorldTour (anteriormente UCI ProTour) del calendario de máxima categoría mundial como clásica de segunda categoría por detrás de los monumentos del ciclismo.
Está organizada por Organizaciones Ciclistas Euskadi, tras la fusión de la Bicicleta Vasca con la Vuelta al País Vasco en el año 2009.
Los corredores con más victorias son Marino Lejarreta y Remco Evenepoel, con tres victorias cada uno.

## Recorrido

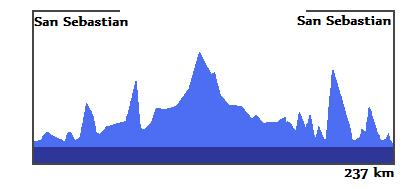
Perfil de la edición del 2009 donde se pueden identificar en los últimos 75 km por este orden los altos, puertos o cotas de Irurain, Gaintzurizketa, Jaizquíbel, Gaintzurizketa, Arkale y Miracruz.

Siempre se ha iniciado y finalizado en San Sebastián y el tramo inicial e intermedio ha sido variable en todas sus ediciones por ello su kilometraje total no ha sido el mismo aunque casi siempre ha rondado los 230 km. Su máxima dificultad es el alto de Jaizquíbel (catalogado de 1.ª categoría) situado en las primeras ediciones a unos 15 km de meta aunque con progresivos cambios se ha ido alejando de la llegada. Así en esas primeras ediciones se subía por la vertiente de Fuenterrabía hasta que para ofrecer otras alternativas dando oportunidad a otro tipo de corredores y no favorecer tanto a los escaladores se decidió subirse por la vertiente opuesta de Pasajes para colocar dicho puerto a unos 30 km de la llegada.

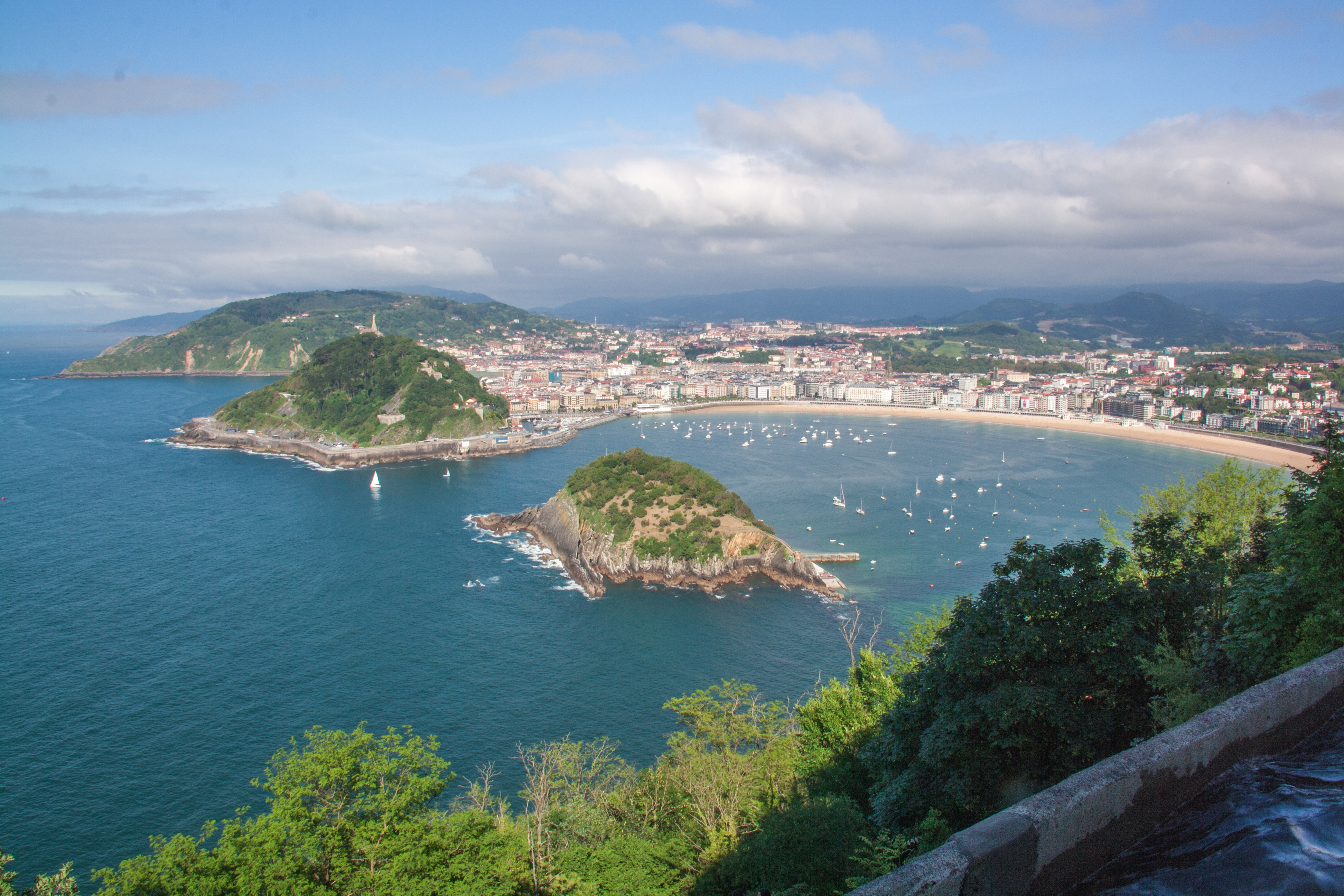
Vistas de San Sebastián desde el Igueldo (Bordako Tontorra) punto decisivo desde el 2014.

Con el paso de los años este cambio resultó insufiente para que se rompiese el gran grupo y este se jugase la victoria en San Sebastián o en las cotas previas de Gaintzurizketa y especialmente de Miracruz (a 3 km de la meta) ya que en algunas ediciones llegó a tener un desenlace similar al de la Milán-San Remo (clásica especialmente indicada para esprínters) con grupos de más de 50 corredores jugándose la victoria tras diversos reagrupamientos.
Debido a que en el año 2000 llegó un grupo de 53 corredores desde el 2001 tras Jaizkibel se incluyó el puerto de Gurutze (catalogado de 3.ª categoría), sustituyendo la cota de Gaintzurizketa, dejando Jaizquíbel a 32 km de la llegada. Este cambio en un principio si provocó que llegase un grupo más seleccionado. Sin embargo, tras la edición del 2006 en la que llegó un grupo de 51 corredores se buscaron otro tipo de alternativas que fueron introducidas progresivamente. En 2008 se sustituyó Gurutze por Gaintzurizketa+Arkale (catalogado de 2.ª categoría) situando Jaizkibel a 38,5 km de la llegada. Después, en 2010, se añadió un circuito repitiendo dos veces la parte dura de la carrera (Jaizkibel y Gaintzurizketa+Arkale). Finalmente, en 2014, se introdujo otro circuito dentro de San Sebastián pasando dos veces por meta para subir el alto de Igueldo -por la vertiente llamada Bordako Tontorra- (catalogado de 2.ª categoría) a 7 km de la meta, pero dejando el último paso por Jaizquíbel a 53,9 km de meta. Este último cambio no ha estado exento de críticas dado que puede condicionar mucho la carrera ya que podría evitar ataques lejanos y favorecer a los escaladores cosa que se quiso evitar en las primeras ediciones.
En la edición del 2018 se sigue corriendo en los alrededores de la provincia de Guipúzcoa en el País Vasco hasta la ciudad de San Sebastián, así mismo, el número total de puertos de montaña se mantiene con 8 pasos, de los cuales Jaizquíbel y Arkale se suben por partida doble con el propósito de provocar una fuerte selección en la carrera, más adelante los ciclistas afrontan el último puerto de Murgil Tontorra con una longitud de 1,8 kilómetros al 11,3% para luego descender y finalizar sobre la ciudad de San Sebastián.

## Palmarés
| Año  | Ganador                        | Segundo               | Tercero               |           |
| ---- | ------------------------------ | --------------------- | --------------------- | --------- |
| 1981 | Marino Lejarreta               | Graham Jones          | Faustino Rupérez      |           |
| 1982 | Marino Lejarreta               | Jesús Rodríguez Magro | Pedro Delgado         |           |
| 1983 | Claude Criquielion             | Antonio Coll          | Reimund Dietzen       |           |
| 1984 | Niki Rüttimann                 | Reimund Dietzen       | Celestino Prieto      |           |
| 1985 | Adrie van der Poel             | Iñaki Gastón          | Juan Fernández Martín |           |
| 1986 | Iñaki Gastón                   | Marino Lejarreta      | Juan Fernández Martín |           |
| 1987 | Marino Lejarreta               | Ángel Arroyo          | Fede Etxabe           |           |
| 1988 | Gert-Jan Theunisse             | Enrique Aja           | Steven Rooks          |           |
| 1989 | Gerhard Zadrobilek             | Francisco Antequera   | Tony Rominger         |           |
| 1990 | Miguel Induráin                | Laurent Jalabert      | Sean Kelly            |           |
| 1991 | Gianni Bugno                   | Pedro Delgado         | Maurizio Fondriest    |           |
| 1992 | Raúl Alcalá                    | Claudio Chiappucci    | Eddy Bouwmans         |           |
| 1993 | Claudio Chiappucci             | Gianni Faresin        | Alberto Volpi         |           |
| 1994 | Armand de Las Cuevas           | Lance Armstrong       | Stefano della Santa   |           |
| 1995 | Lance Armstrong                | Stefano della Santa   | Johan Museeuw         |           |
| 1996 | Udo Bölts                      | Stefano Cattai        | Massimo Podenzana     |           |
| 1997 | Davide Rebellin                | Alexandr Gonchenkov   | Stefano Colagè        |           |
| 1998 | Francesco Casagrande           | Axel Merckx           | Leonardo Piepoli      |           |
| 1999 | Francesco Casagrande           | Rik Verbrugghe        | Giuliano Figueras     |           |
| 2000 | Erik Dekker                    | Andréi Chmil          | Romāns Vainšteins     |           |
| 2001 | Laurent Jalabert               | Francesco Casagrande  | Davide Rebellin       |           |
| 2002 | Laurent Jalabert               | Igor Astarloa         | Gabriele Missaglia    |           |
| 2003 | Paolo Bettini                  | Ivan Basso            | Danilo Di Luca        |           |
| 2004 | Miguel Ángel Martín Perdiguero | Paolo Bettini         | Davide Rebellin       |           |
| 2005 | Tino Zaballa                   | Joaquim Rodríguez     | Eddy Mazzoleni        |           |
| 2006 | Xavier Florencio               | Stefano Garzelli      | Andréi Kashechkin     |           |
| 2007 | Leonardo Bertagnolli           | Juanma Gárate         | Alejandro Valverde    |           |
| 2008 | Alejandro Valverde             | Aleksandr Kolobnev    | Davide Rebellin       |           |
| 2009 | Roman Kreuziger                | Mickaël Delage        | Peter Velits          |           |
| 2010 | Luis León Sánchez              | Alekszandr Vinokurov  | Carlos Sastre         |           |
| 2011 | Philippe Gilbert               | Carlos Barredo        | Greg Van Avermaet     |           |
| 2012 | Luis León Sánchez              | Simon Gerrans         | Gianni Meersman       |           |
| 2013 | Tony Gallopin                  | Alejandro Valverde    | Roman Kreuziger       |           |
| 2014 | Alejandro Valverde             | Bauke Mollema         | Joaquim Rodríguez     |           |
| 2015 | Adam Yates                     | Philippe Gilbert      | Alejandro Valverde    |           |
| 2016 | Bauke Mollema                  | Tony Gallopin         | Alejandro Valverde    |           |
| 2017 | Michał Kwiatkowski             | Tony Gallopin         | Bauke Mollema         |           |
| 2018 | Julian Alaphilippe             | Bauke Mollema         | Anthony Roux          |           |
| 2019 | Remco Evenepoel                | Greg Van Avermaet     | Marc Hirschi          |           |
| 2020 | cancelada                      | cancelada             | cancelada             | cancelada |
| 2021 | Neilson Powless                | Matej Mohorič         | Mikkel Honoré         |           |
| 2022 | Remco Evenepoel                | Pavel Sivakov         | Tiesj Benoot          |           |
| 2023 | Remco Evenepoel                | Pello Bilbao          | Aleksandr Vlásov      |           |
| 2024 | Marc Hirschi                   | Julian Alaphilippe    | Lennert Van Eetvelt   |           |
| 2025 | Giulio Ciccone                 | Jan Christen          | Maxim Van Gils        |           |

Nota: En la Clásica de San Sebastián 2009, Carlos Barredo fue inicialmente el ganador, pero fue descalificado por dopaje (ver Descalificación de Carlos Barredo).
En la Clásica de San Sebastián 2007, Leonardo Bertagnolli fue inicialmente el ganador, pero fue descalificado por dopaje.

## Estadísticas

### Más victorias
| Txirrindularia       | Garaipenak | Urteak            |
| -------------------- | ---------- | ----------------- |
| Marino Lejarreta     | 3          | 1981, 1982 y 1987 |
| Remco Evenepoel      | 3          | 2019, 2022 y 2023 |
| Francesco Casagrande | 2          | 1998 y 1999       |
| Laurent Jalabert     | 2          | 2001 y 2002       |
| Luis León Sánchez    | 2          | 2010 y 2012       |
| Alejandro Valverde   | 2          | 2008 y 2014       |

### Victorias consecutivas
- Dos victorias seguidas:
  -  Marino Lejarreta (1981, 1982)
  -  Francesco Casagrande (1998, 1999)
  -  Laurent Jalabert (2001, 2002)
  -  Remco Evenepoel (2022, 2023)

En negrilla corredores activos.

## Palmarés por países
| País            | Victorias | 2.º lugar | 3.º lugar | Total | Último vencedor            |
| --------------- | --------- | --------- | --------- | ----- | -------------------------- |
| España          | 12        | 14        | 11        | 37    | Alejandro Valverde en 2014 |
| Italia          | 7         | 8         | 13        | 28    | Giulio Ciccone en 2025     |
| Bélgica         | 5         | 5         | 6         | 16    | Remco Evenepoel en 2023    |
| Francia         | 5         | 6         | 1         | 12    | Julian Alaphilippe en 2018 |
| Países Bajos    | 4         | 2         | 3         | 9     | Bauke Mollema en 2016      |
| Estados Unidos  | 2         | 1         | 0         | 3     | Neilson Powless en 2021    |
| Suiza           | 2         | 1         | 2         | 5     | Marc Hirschi en 2024       |
| Alemania        | 1         | 1         | 1         | 3     | Udo Bölts en 1996          |
| Reino Unido     | 1         | 1         | 0         | 2     | Adam Yates en 2015         |
| República Checa | 1         | 0         | 1         | 2     | Roman Kreuziger en 2009    |
| Austria         | 1         | 0         | 0         | 1     | Gerhard Zadrobilek en 1989 |
| México          | 1         | 0         | 0         | 1     | Raúl Alcalá en 1992        |
| Polonia         | 1         | 0         | 0         | 1     | Michał Kwiatkowski en 2017 |
| Kazajistán      | 0         | 1         | 1         | 2     | —                          |
| Rusia           | 0         | 1         | 1         | 2     | —                          |
| Ucrania         | 0         | 1         | 0         | 1     | —                          |
| Australia       | 0         | 1         | 0         | 1     | —                          |
| Eslovenia       | 0         | 1         | 0         | 1     | —                          |
| Irlanda         | 0         | 0         | 1         | 1     | —                          |
| Letonia         | 0         | 0         | 1         | 1     | —                          |
| Eslovaquia      | 0         | 0         | 1         | 1     | —                          |
| Dinamarca       | 0         | 0         | 1         | 1     | —                          |